# Los Raybans
Los Raybans es una banda peruana de rock pop, punk pop, indie pop originaria de Lima, Perú, formada en 2012 y compuesta por Mariano Freyre, Luis Francisco Palomino y Anthony Ángeles. 

## Integrantes
- Mariano Freyre (Voz, guitarra)
- Luis Francisco Palomino (Guitarra, coros)
- Anthony Ángeles (Bajo)

## Historia
La banda fue formada en las aulas de la Universidad Nacional Mayor de San Marcos, cuando Franco Cruz conoció a Mariano Freyre durante una toma de la facultad de letras como medida de protesta. Sumado Julio Mori a sus horas libres, empezaron a componer canciones y ensayar en formato power trío, Franco en la guitarra, Julio en la batería y Mariano en el bajo. En el año 2012 participaron junto con otros amigos en el concurso de bandas de rock de Sin Parar, marca de la multinacional Nestlé. Obtuvieron el primer puesto y con la venta de los instrumentos que recibieron como premio pudieron pagar su primera producción la cual grabaron con Enrique Tataje en la desaparecida productora independiente AKL. Julio Mori abandonó el proyecto durante las grabaciones. Se unió en su lugar Jhordan Luyo, el cual los había ayudado en el concurso anterior. Lanzaron Libres, jóvenes y salvajes en abril de 2013 con tres videoclips en YouTube. Debido a un robo armado que sufrieron Jhordan y Franco luego de una presentación en Barranco, Jhordan dejó la banda. Lo reemplazó Luis Gamero. Entró también Anthony Ángeles al bajo, el cual había sido el personaje en los tres videoclips. Mariano tomó la segunda guitarra. Franco fue él último en dejar la banda, lo hizo por un problema auditivo que venía sufriendo meses atrás actualmente se encuentra siendo profesor en el innova schools.
La banda se ha presentado en diversos festivales masivos como el Festival Lima Vive Rock 2013, en el cual participaron por votación en las redes sociales, el festival Lima Rockea III en el cual se llevaron el premio a la mejor canción con suicidio para dos.
En el año 2014 la banda fue nombrada por la revista argentina MUTE como una de las 25 promesas del nuevo rock peruano y lanzaron Fumando Estrellas, single de su nuevo trabajo. En noviembre de ese mismo año obtuvieron el primer lugar en el San Marcos Fest, teniendo como jueces a artistas muy reconocidos del rock peruano.
El domingo 11 de enero de 2015 estrenaron en su canal de Youtube el vídeo de 'Panamericana sur', adaptación en español de Christie Road (Green Day 1992) con lo cual recibieron críticas por un lado y bastantes felicitaciones por otro lado de parte de fanes de la banda californiana.
En enero de 2016 la banda publicó su sexto videoclip 'Locura', con el cual, luego de 3 años de formados, terminó la historia del primer proyecto 'Libres, Jóvenes y Salvajes'. Justamente este trabajo fue renombrado 'Fumando Estrellas' y lanzado ese mismo año. El viernes 22 de abril lo presentaron en el Vichama Bar del centro de la capital peruana. 'Fumando Estrellas'  fue acompañado por Los Outsaiders, Rafo Ráez & Los Paranoias, Los Mortero, E.G.O., Serto Mercurio, Almirante Ackbar en un lleno total.

#### EP de estudio
- Libres, jóvenes y salvajes (2013)

Este es el primer EP de estudio de la banda Los Raybans, que fue lanzado el 30 de mayo del 2013, este contiene singles como Nada puede ser peor, Suicidio para dos, Pinina e Y llegaste tú.
En el disco hay canciones indie rock, alternative y pop rock.
Sencillos en inglés: Ángel

#### Discografía
- Fumando estrellas (2016)

1. Fumando estrellas
2. Y llegaste tú
3. Nada puede ser peor
4. Locura
5. Panamericana Sur
6. Suicidio para dos
7. Ángel
8. Pinina
9. Mochilera! No te apartes de mí
10. Buenos recuerdos
11. Los músicos pobres
La banda lanzó su primero disco el 22 de abril de 2016 en el Vichama bar del centro de Lima. Los acompañaron Rafo Ráez & Los Paranoias, Los Outsaiders, Los Mortero, E.G.O, Almirante Ackbar y Serto Mercurio.
- Encuentro en el estacionamiento (2018)

1. Yo te enseñaré a bailar
2. Buenos recuerdos
Luego de haber cambiado de distribuidora -se pasaron a Altafonte (España)- la banda lanzó en Spotify el primer single de su nuevo disco 'Encuentro en el estacionamiento' el 18 de marzo de 2018 . 

### Televisión
El cantante de la banda, Mariano Freyre fue parte de la penúltima temporada del programa de imitación Yo soy, fue eliminado del reality en la segunda semana de competencia.
La banda completa se presentó en el programa de Frecuencia Latina: La Banda, en julio de 2014.